# Hectorella caespitosa
Hectorella es un género monotípico de la familia Montiaceae. Su única especie, Hectorella caespitosa, es originaria de Nueva Zelanda.

## Descripción
Es un arbusto de pequeño tamaño, perenne que forma un cojín de 2-4 cm  de profundidad. Las ramas son carnosas, muy juntas, con las raíces abajo, ascendiendo en las puntas y que termina en rosetas. 

## Taxonomía
Hectorella caespitosa fue descrita por Joseph Dalton Hooker y publicado en Handbook of the New Zealand Flora 27. 1864.
- Hectorella elongata Buchanan
- Lyallia caespitosa (Hook.f.) Nyananyo & Heywood	[3]